# Morze Amundsena
Morze Amundsena (ang. Amundsen Sea) – przybrzeżne morze szelfowe, część Oceanu Południowego u wybrzeży Ziemi Marii Byrd w Antarktydzie Zachodniej między Cape Dart na Wyspie Siple’a na zachodzie a Cape Flying Fish na Wyspie Thurstona na wschodzie.

## Nazwa
Morze zostało nazwane w 1929 roku przez norweską ekspedycję pod kierownictwem kapitana Nilsa Larsena (1900–1976) na cześć zdobywcy bieguna południowego Roalda Amundsena (1872–1928) . Sam Amundsen zbliżył się do wód morza w marcu 1899 roku, podczas Belgijskiej Wyprawy Antarktycznej, kiedy statek ekspedycji „Belgica” dryfował w regionie.

## Geografia
Morze Amundsena jest morzem przybrzeżnym Oceanu Południowego u wybrzeży Ziemi Marii Byrd pomiędzy Cape Dart na Wyspie Siple’a (73°07′S 126°09′W/-73,116667 -126,150000) na zachodzie a Cape Flying Fish na Wyspie Thurstona (72°03′S 102°20′W/-72,050000 -102,333333 na wschodzie). Od zachodu graniczy z nienazwanym akwenem morskim, za którym znajduje się Morze Rossa, a od wschodu z Morzem Bellingshausena. Jego północna granica pozostaje niezdefiniowana.
Akwen ma powierzchnię 98 tys. km², jego średnia głębokość wynosi 286 m, a maksymalna 585 m . Na dnie morza znajdują się góry wulkaniczne .
Temperatura wód powierzchniowych waha się od +0,2 °C do –1,8 °C, a ich zasolenie utrzymuje się na poziomie 32–34‰ . Temperatura wód na głębokości 200 m wynosi +2 °C, a ich zasolenie to 35‰ .
Przez cały rok akwen pokrywa w większości lód morski, przy czym na ok. 1/3 linii brzegowej rozciągają się bariery lodowców szelfowych , z których największą jest Lodowiec Szelfowy Getza. Morze posiada dwie zatoki wolne od lodu – Russell Bay między Carney Island a Siple Island oraz Pine Island Bay, do której spływają Pine Island Glacier i Thwaites Glacier. Lodowce te wypełniają prawie cały obszar Amundsen Sea Embayment (ASE), który jest jednym z trzech największych zlewni lądolodu Antarktydy Zachodniej West Antarctic Ice Sheet. Przez niektórych naukowców lodowce te uważane są za kluczowe dla lądolodu – ich dezintegracja zagroziłoby istnieniu całego lądolodu i doprowadziłaby do podniesienia światowego poziomu morza o ok. 1–2 m.
W lodach pokrywających akwen występują liczne połynie, w których rozwija się życie morskie, m.in. fitoplankton, widłonogi, glony. W wodach morza żyją foki – krabojady focze, foczki małe, kotiki nowozelandzkie i foki Weddella. W obszarze morza odnotowano liczne fulmary południowe, petrelce olbrzymie, petrele śnieżne i oceanniki, leucocarbo, wydrzyki antarktyczne i brunatne oraz rybitwy antarktyczne.

## Historia
Pierwszy na Morze Amundsena dotarł James Cook (1728–1779) na przełomie lat 1773 i 1774 na statku „Resolution”, osiągając 71°10‘S 106°54‘W. Na wody akwenu wpływały ekspedycje amerykańskie, niemieckie, norweskie i brytyjskie. Granice morza zostały określone na podstawie informacji uzyskanych w ramach programu United States Antarctic Service w latach 1939–1941, Operacji Highjump w latach 1946–1947 i kolejnych ekspedycji amerykańskich .